# Sicari (pel·lícula de 2015)
Sicari (títol original: Sicario) és una pel·lícula estatunidenca de 2015 sobre narcotràfic i crim, dirigida per Denis Villeneuve i escrita per Taylor Sheridan. És protagonitzada per Emily Blunt, Benicio del Toro i Josh Brolin. La pel·lícula va competir en la secció oficial del Festival de Cinema de Canes del 2015. Va ser doblada i subtitulada al català, mantenint els diàlegs originals en castellà.
El rodatge de la pel·lícula va començar el 30 de juny de 2014 a Albuquerque, Nou Mèxic. Black Label Media produí la pel·lícula a través de Thunder Road Pictures. Va tenir una estrena limitada als Estats Units el 18 de setembre de 2015 i posteriorment la seva estrena general va ser el 25 de setembre de 2015. El 29 de juny de 2018 es va estrenar la seva seqüela, Sicario: Day of the Soldado.

## Sinopsi
Un «sicario» és un assassí a sou. A la zona fronterera sense llei que s'estén entre els EUA i Mèxic, una agent de l'FBI idealista (Emily Blunt) és reclutada per un oficial (Josh Brolin) de la força especial d'elit del govern per ajudar en la creixent guerra contra les drogues. Liderats per un consultor enigmàtic amb un passat qüestionable (Benicio del Toro), l'equip s'embarca en un viatge clandestí, forçant a Kate a qüestionar tot el que ella creu amb la finalitat de sobreviure.

## Repartiment
- Emily Blunt com a Kate Macer.[3]
- Benicio del Toro com a Alejandro.[4]
- Josh Brolin com a Matt.[5][6]
- Jon Bernthal com a Ted
- Victor Garber com a Dave Jennings
- Daniel Kaluuya com a Reggie Wayne.[7]
- Maximiliano Hernández com a Silvio.[8]
- Jeffrey Donovan com a Steve Forsing.[9]
- Julio Cedillo com a Fausto Alarcón
- Raoul Trujillo com a Rafael
- Bernardo P. Saracino com a Manuel Diaz
- Lora Martínez Cunningham com a Jacina

## Producció

### Desenvolupament
El 6 de desembre de 2013, es va anunciar que Denis Villeneuve dirigiria un drama sobre la frontera mexicana, amb guió de Taylor Sheridan. que seria finançat per Black Label i amb la producció a càrrec de Thunder Road Pictures. Basil Iwanyk produí la pel·lícula al costat de Molly Smith, Trent Luckinbill i Thad Luckinbill. El 27 d'agost de 2014, Jóhann Jóhannsson va ser contractat per compondre la música per a la pel·lícula.

### Càsting
El 2 d'abril, 2014, Emily Blunt estava acabant les negociacions per unir-se a la pel·lícula per interpretar a la protagonista, Kate Macer, una policia de Tucson que viatja més enllà de la frontera de Mèxic per realitzar el seguiment d'un narcotraficant. Més tard, el 4 d'abril, Benicio del Toro també es va unir al repartiment de la pel·lícula. El 6 de maig, Lionsgate va adquirir els drets per a la pel·lícula, mentre que Lionsgate Internacional estaria a càrrec de la comercialització exterior. El 23 de maig de 2014 es va anunciar que Roger Deakins seria l'encarregat de la fotografia, després d'haver treballat anteriorment amb el mateix director a Presoners, una pel·lícula del 2013. El 29 de maig, Jon Bernthal es va unir al repartiment de la pel·lícula en el personatge de Ted i el 30 de maig, Josh Brolin ho va fer per interpretar a Matt. El 24 de juny, Maximiliano Hernández ho va fer, interpretant a Silvio i el 21 de juliol, Jeffrey Donovan, per interpretar a Steve Forsing.

### Rodatge, estrena i crítica

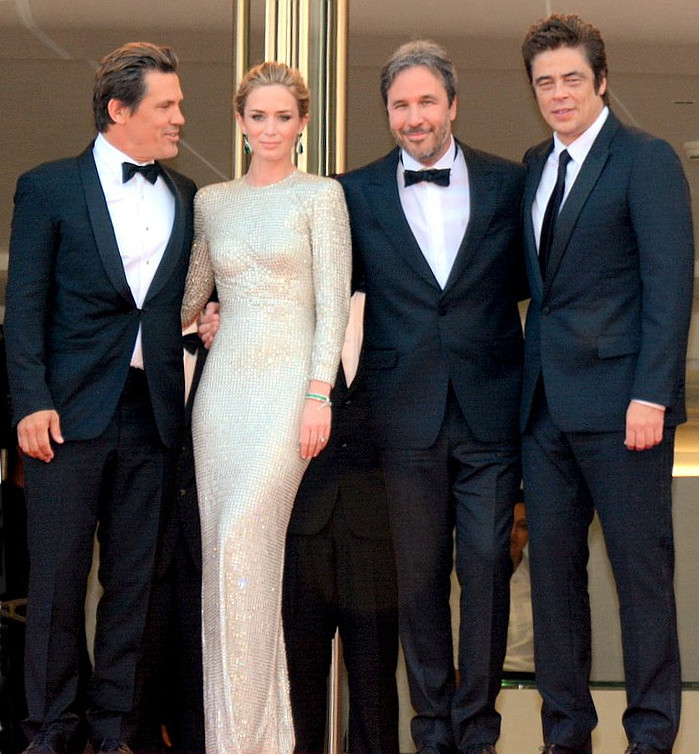
Josh Brolin, Emily Blunt, Denis Villeneuve i Benicio del Toro en el Festival de Cinema de Canes 2015.

El rodatge va començar el 30 de juny de 2014 a Albuquerque, Nou Mèxic. El 23 de febrer de 2015, Lionsgate va donar a conèixer la data de llançament de la pel·lícula per als Estats Units, el 18 de setembre de 2015, la qual serà limitada i una àmplia distribució el 25 de setembre de 2015.
La pel·lícula es va estrenar en el Festival de Canes amb una aclamació de la crítica. La pel·lícula manté en l'actualitat un 93% de qualificació en Rotten Tomatoes, basat en 207 vots, amb una puntuació mitjana de 8 sobre 10. El reconeixement és per a Villeneuve en la tasca directiva, el guió de Sheridan, la fotografia de Deakins i l'actuació de Blunt i del Toro. A Metacritic, la pel·lícula té una puntuació de 81 de 100 basat en 41 crítiques, indicant una «aclamació universal».

## Premis i nominacions
| Premi                                      | Categoria                                             | Receptors                                                                        | Resultat   |
| ------------------------------------------ | ----------------------------------------------------- | -------------------------------------------------------------------------------- | ---------- |
| Premis Oscar                               | Millor banda sonora                                   | Jóhann Jóhannsson                                                                | Nominada   |
| Premis Oscar                               | Millor edició de so                                   | Alan Robert Murray                                                               | Nominada   |
| Premis Oscar                               | Millor fotografia                                     | Roger Deakins                                                                    | Nominada   |
| Festival de Canes                          | Palma d'Or                                            | Denis Villeneuve                                                                 | Nominat    |
| Gremi de Productors (PGA)                  | Millor pel·lícula                                     | Sicario per Basil Iwanyk, Edward L. McDonnell, Molly Smith                       | Nominats   |
| Premis BAFTA                               | Millor actor de repartiment                           | Benicio del Toro                                                                 | Nominat    |
| Premis BAFTA                               | Millor música original                                | Jóhann Jóhannsson                                                                | Nominat    |
| Premis BAFTA                               | Millor fotografia                                     | Roger Deakins                                                                    | Nominat    |
| Hollywood Film Awards                      | Actor de repartiment de l'any                         | Benicio del Toro                                                                 | Guanyador  |
| Crítica de Washington DC.                  | Millor pel·lícula                                     | Sicario                                                                          | Nominada   |
| Crítica de Washington DC.                  | Millor fotografia                                     | Roger Deakins                                                                    | Nominat    |
| Crítica de Washington DC.                  | Millor muntatge                                       | Joe Walker                                                                       | Nominat    |
| Crítica de Washington DC.                  | Millor banda sonora                                   | Jóhann Jóhannsson                                                                | Guanyador  |
| National Board of Review                   | Spotlight Award                                       | Sicario per la seva visió col·laborativa                                         | Guanyadora |
| National Board of Review                   | Top 10                                                | Sicario                                                                          | Guanyadora |
| Premis Satellite                           | Millor pel·lícula                                     | Sicario                                                                          | Nominada   |
| Premis Satellite                           | Millor actor de repartiment                           | Benicio del Toro                                                                 | Nominat    |
| Premis Satellite                           | Millor fotografia                                     | Roger Deakins                                                                    | Nominat    |
| Premis Satellite                           | Millor muntatge                                       | Joe Walker                                                                       | Guanyador  |
| Premis Satellite                           | Millor so                                             | Sicario                                                                          | Nominat    |
| Crítica de Detroit                         | Millor pel·lícula                                     | Sicario                                                                          | Nominada   |
| Crítica de Detroit                         | Millor actor de repartiment                           | Benicio del Toro                                                                 | Nominat    |
| Crítica de Sant Diego                      | Millor fotografia                                     |                                                                                  | Nominat    |
| Crítica de Sant Diego                      | Millor muntatge                                       |                                                                                  | Nominat    |
| Crítica de Sant Diego                      | Millor disseny de so                                  | Sicario                                                                          | Nominada   |
| Crítica de Sant Diego                      | Millor ús de música                                   | Sicario                                                                          | Nominada   |
| Cercle de Crítics de Phoenix               | Millor música                                         | Jóhann Jóhannsson                                                                | Nominat    |
| Cercle de Crítics de Phoenix               | Millor pel·lícula de thriller o misteri               | Sicario                                                                          | Guanyadora |
| Crítica de San Francisco                   | Millor actor de repartiment                           | Benicio del Toro                                                                 | Nominat    |
| Crítica de San Francisco                   | Millor guió original                                  |                                                                                  | Nominat    |
| Crítica de San Francisco                   | Millor fotografia                                     | Roger Deakins                                                                    | Nominat    |
| Crítica de San Francisco                   | Millor muntatge                                       | Joe Walker                                                                       | Nominat    |
| Crítica Online de Nova York                | Top 10                                                | Sicario                                                                          | Guanyadora |
| Online Film Critics Society                | Millor pel·lícula                                     | Sicario                                                                          | Nominada   |
| Online Film Critics Society                | Millor director                                       | Denis Villeneuve                                                                 | Nominat    |
| Online Film Critics Society                | Millor actor de repartiment                           | Benicio del Toro                                                                 | Nominat    |
| Online Film Critics Society                | Millor guió original                                  | Taylor Sheridan                                                                  | Nominat    |
| Online Film Critics Society                | Millor muntatge                                       | Joe Walker                                                                       | Nominat    |
| Online Film Critics Society                | Millor fotografia                                     | Roger Deakins                                                                    | Nominat    |
| Crítica de Chicago                         | Millor actor de repartiment                           | Benicio del Toro                                                                 | Guanyador  |
| Crítica de Chicago                         | Millor fotografia                                     | Roger Deakins                                                                    | Nominat    |
| Premis de la Crítica Cinematogràfica       | Millor pel·lícula                                     | Sicario                                                                          | Nominada   |
| Premis de la Crítica Cinematogràfica       | Millor actriu en una pel·lícula d'acció               | Emily Blunt                                                                      | Nominada   |
| Premis de la Crítica Cinematogràfica       | Millor pel·lícula d'acció                             |                                                                                  | Nominada   |
| Premis de la Crítica Cinematogràfica       | Millor banda sonora                                   | Johann Johannsson                                                                | Nominat    |
| Premis de la Crítica Cinematogràfica       | Millor fotografia                                     | Roger Deakins                                                                    | Nominat    |
| Crítica de Houston                         | Millor pel·lícula                                     | Sicario                                                                          | Nominada   |
| Crítica de Houston                         | Millor actriu                                         | Emily Blunt                                                                      | Nominada   |
| Crítica de Houston                         | Millor fotografia                                     | Roger Deakins                                                                    | Nominat    |
| Crítica de Houston                         | Millor pòster                                         | Theatrical Poster                                                                | Nominat    |
| Crítica de Florida                         | Millor fotografia                                     | Roger Deakins                                                                    | Nominat    |
| Crítica de Kansas                          | Millor pel·lícula                                     | Sicario                                                                          | Nominada   |
| Crítica de Kansas                          | Millor director                                       | Denis Villeneuve                                                                 | Nominat    |
| Crítica de Kansas                          | Millor actriu                                         | Emily Blunt                                                                      | Nominada   |
| Crítica de Kansas                          | Millor actor de repartiment                           | Benicio del Toro                                                                 | Nominat    |
| Crítica de Kansas                          | Millor guió original                                  | Taylor Sheridan                                                                  | Nominat    |
| Crítica de Las Vegas                       | Millor pel·lícula                                     | Sicario                                                                          | Nominada   |
| Crítica de Las Vegas                       | Millor actriu                                         | Emily Blunt                                                                      | Nominada   |
| Crítica de Las Vegas                       | Millor fotografia                                     | Roger Deakins                                                                    | Nominat    |
| Crítica de Las Vegas                       | Millor banda sonora                                   | Jóhann Jóhannsson                                                                | Nominat    |
| Crítica d'Austin                           | Millor actor de repartiment                           | Benicio del Toro                                                                 | Nominat    |
| Crítica d'Austin                           | Millor guió original                                  | Taylor Sheridan                                                                  | Nominat    |
| Crítica d'Austin                           | Millor fotografia                                     | Roger Deakins                                                                    | Nominat    |
| Crítica d'Austin                           | Top 10 de l'any                                       | Sicario                                                                          | 10è lloc   |
| Crítica de Londres                         | Millor actor de repartiment                           | Benicio del Toro                                                                 | Nominat    |
| Crítica de Londres                         | Millor actriu britànica                               | Emily Blunt                                                                      | Nominada   |
| Crítica de Londres                         | Millor assoliment tècnic                              | Disseny de so: Tom Ozanich                                                       | Nominat    |
| Associació de Crítics de Carolina del Nord | Millor actor de repartiment                           | Benicio del Toro                                                                 | Nominat    |
| Aliança de Dones Periodistes de Cinema     | EDA FEMALE FOCUS AWARDS: Actriu d'acció               | Emily Blunt                                                                      | Nominada   |
| Associació de crítics d'Ohio Central       | Millor pel·lícula                                     | Sicario                                                                          | Nominada   |
| Associació de crítics d'Ohio Central       | Millor director                                       | Denis Villeneuve                                                                 | Nominat    |
| Associació de crítics d'Ohio Central       | Millor actor de repartiment                           | Benicio del Toro                                                                 | Guanyador  |
| Associació de crítics d'Ohio Central       | Millor guió original                                  | Taylor Sheridan                                                                  | Nominat    |
| Associació de crítics d'Ohio Central       | Millor fotografia                                     | Roger Deakins                                                                    | Nominat    |
| Associació de crítics d'Ohio Central       | Millor muntatge                                       | Joe Walker                                                                       | Nominat    |
| Associació de crítics d'Ohio Central       | Millor música original                                | Jóhann Jóhannsson                                                                | Nominat    |
| Editors de Cinema dels Estats Units        | Millor muntatge en una pel·lícula dramàtica           | Joe Walker                                                                       | Nominat    |
| Associació de crítics de Geòrgia           | Millor pel·lícula                                     | Sicario                                                                          | Nominada   |
| Associació de crítics de Geòrgia           | Millor actriu                                         | Emily Blunt                                                                      | Nominada   |
| Associació de crítics de Geòrgia           | Millor actor de repartiment                           | Benicio del Toro                                                                 | Nominat    |
| Associació de crítics de Geòrgia           | Millor guió original                                  | Taylor Sheridan                                                                  | Nominat    |
| Associació de crítics de Geòrgia           | Millor fotografia                                     | Roger Deakins                                                                    | Nominat    |
| Associació de crítics de Geòrgia           | Millor banda sonora                                   | Jóhann Jóhannsson                                                                | Nominat    |
| Gremi de directors artístics               | Millor direcció artística en pel·lícula contemporània | Patrice Vermette                                                                 | Nominada   |
| Crítica de Seattle                         | Millor pel·lícula                                     | Sicario                                                                          | Nominada   |
| Crítica de Seattle                         | Millor director                                       | Denis Villeneuve                                                                 | Nominada   |
| Crítica de Seattle                         | Millor actor de repartiment                           | Benicio del Toro                                                                 | Guanyador  |
| Crítica de Seattle                         | Millor guió original                                  | Taylor Sheridan                                                                  | Nominat    |
| Crítica de Seattle                         | Millor fotografia                                     | Roger Deakins                                                                    | Nominat    |
| Crítica de Seattle                         | Millor muntatge                                       | Joe Walker                                                                       | Nominat    |
| Crítica de Seattle                         | Millor so                                             | John Reitz, Tom Ozanich, William Sarokin (mescla); Alan Robert Murray (muntatge) | Nominats   |
| Crítica de Seattle                         | Millor música                                         | Jóhann Jóhannsson                                                                | Nominat    |
| Gremi de guionistes (WGA)                  | Millor guió original                                  | Taylor Sheridan                                                                  | Nominat    |
| Gremi de directors de fotografia (ASC)     | Millor fotografia                                     | Roger Deakins                                                                    | Nominat    |
| Gremi d'editors de so                      | Millor muntatge de so                                 | Alan Murray                                                                      | Pendent    |
| Gremi d'editors de so                      | Millor muntatge de diàlegs                            | Alan Murray                                                                      | Pendent    |
| International Cinephile Society            | Millor actor de repartiment                           | Benicio del Toro                                                                 | Nominat    |
| Premis Empire                              | Millor actriu                                         | Emily Blunt                                                                      | Nominada   |
| Premis Empire                              | Millor pel·lícula thriller                            | Sicario                                                                          | Nominat    |
| Premis Empire                              | Millor música                                         | Jóhann Jóhannsson                                                                | Nominat    |
| AACTA International Awards                 | Millor actriu internacional                           | Emily Blunt                                                                      | Nominada   |
| AACTA International Awards                 | Millor actor de repartiment internacional             | Benicio del Toro                                                                 | Nominat    |